# Crotophaga
Genre
Taxons de rang inférieur
Le genre Crotophaga regroupe trois espèces d'oiseaux appartenant à la famille des Cuculidae.

## Liste des espèces
D'après la classification de référence (version 2.2, 2009) du Congrès ornithologique international (ordre phylogénique) :
- Crotophaga major – Ani des palétuviers
- Crotophaga ani – Ani à bec lisse
- Crotophaga sulcirostris – Ani à bec cannelé